# Heinrich Wahl (Bildhauer)
Heinrich Wahl (* 20. Mai 1887 in Karlsruhe; † 5. Februar 1960 in Stuttgart) war ein deutscher Bildhauer.

## Leben und Werk
Heinrich Wahl studierte an den Kunstakademien Karlsruhe bei Hermann Volz und Stuttgart bei Ludwig Habich.
Als „Gebrüder Wahl“ war er mit seinem Bruder Karl Wahl (1882–1943) als freischaffender Bildhauer in Karlsruhe tätig.

## Werke (Auszug)
- Bildhauerarbeiten für die Kunstgewerbeschule Pforzheim in der Holzgartenstraße, 1909–1911.
- Bildhauerarbeiten am Ständehaus Karlsruhe in der Ritterstraße.

## Ausstellungsteilnahmen (Auszug)
- 1923: Stuttgarter Sezession (Skulpturen).
- 1931: Juryfreie Künstlervereinigung Stuttgart.